# Ohmori Shigeru
Ohmori Shigeru (大森滋 (Đại Sâm Tư)  sinh ngày 29 tháng 2 năm 1980) là một đạo diễn, nhà thiết kế và nhà phát triển trò chơi điện tử người Nhật Bản nổi tiếng trong việc nhượng quyền thương mại Pokémon. Anh làm việc tại Game Freak từ năm 2001, và là đạo diễn chính của các dòng trò chơi điện tử Pokémon kể từ Pokémon Omega Ruby và Alpha Sapphire phát hành năm 2014.

## Sự nghiệp
Ohmori Shigeru sinh ngày 29 tháng 2 năm 1980 tại thành phố Matsudo, tỉnh Chiba. Cha mẹ của Ohmori qua đời từ khi anh còn nhỏ. Anh vào một trường dạy nghề và học lập trình, trước khi tốt nghiệp anh làm quảng cáo cho trò chơi điện tử Yakiniku Bugyou. Ban đầu anh đến Game Freak với vai trò là một lập trình viên, nhưng Ohmori nhận ra mình thích thiết kế trò chơi điện tử hơn là lập trình, rồi đăng ký trở thành một nhà thiết kế. Tác phẩm đầu tiên của Ohmori trong Game Freak là Pokémon Ruby và Sapphire, ngay sau khi tham gia và là nhà thiết kế chính trong các phần kế tiếp Pokémon Diamond và Pearl.
Theo Masuda Junichi, giám đốc trò chơi Pokémon trước năm 2014, ông chỉ định Ohmori thay mình trong việc điều hành các trò chơi Pokémon trong tương lai trong quá trình phát triển Pokémon X và Y. Thời điểm này, Ohmori là giám đốc thiết kế trò chơi. Vì yêu cầu của người hâm mộ về việc làm lại Ruby và Sapphire, Masuda đã chọn Ohmori do mối liên hệ chặt chẽ của Ohmori với các trò chơi cũ và anh được thông báo về quyết định của Masuda vào dịp kỷ niệm 10 năm ra mắt trò chơi. Bản làm lại Pokémon Omega Ruby và Alpha Sapphire phát hành vào năm 2014 và sau khi quá trình phát triển kết thúc Ohmori trở lại vai trò đạo diễn cho trò chơi Pokémon Sun và Moon năm 2016.
Sun và Moon là trò chơi thế hệ mới đầu tiên của Ohmori với vai trò đạo diễn. Trò chơi mang đề tài thiên nhiên và trong thiết kế Ohmori đã tăng cường sự nhấn mạnh mà các trò chơi hướng tới các sinh vật Pokémon. Trong một cuộc phỏng vấn với USGamer, Ohmori cho biết muốn thiết kế trò chơi mới "từ đầu", và do đó cơ chế trò chơi mới được giới thiệu. Trong các trò chơi thế hệ sau, Pokémon Sword và Shield, Ohmori tiếp tục là đạo diễn. Theo Ohmori, do độ phân giải cao của Nintendo Switch, có thể bao gồm các mục trực quan nhỏ hơn cùng các mục lớn hơn, cho phép thêm các tính năng như tương tác nhiều người chơi trong trận đấu. Một khâu thiết kế thu hút sự chú ý của Ohmori chính là cỏ trong trò chơi – khi người chơi nhận thấy các mảng cỏ là nơi tiềm năng cho Pokémon, được coi là một yếu tố thiết kế cốt lõi và Ohmori đã cùng đội ngũ của mình mất nửa năm để hoàn thành.
Ohmori là đạo diễn của trò chơi Pokémon Scarlet và Violet phát hành năm 2022. Trò chơi vẫn sẽ không lồng tiếng như các trò chơi trước, Ohmori cho biết nếu không có giọng nói của nhân vật "người chơi có thể tạo ra giọng nói của riêng mình giống với nhân vật đó khi họ đang chơi".

## Tác phẩm
| Năm  | Tựa trò chơi                                   | Vai trò                                                                    |
| ---- | ---------------------------------------------- | -------------------------------------------------------------------------- |
| 2001 | Yakiniku Bugyou                                | Nhà thiết kế                                                               |
| 2002 | Pokémon Ruby và Sapphire                       | Thiết kế trò chơi, thiết kế bản đồ                                         |
| 2003 | Pokémon Box: Ruby và Sapphire                  | Nhà thiết kế                                                               |
| 2004 | Pokémon FireRed và LeafGreen                   | Thiết kế trò chơi, thiết kế bản đồ                                         |
| 2004 | Pokemon Emerald                                | Thiết kế trò chơi, thiết kế bản đồ                                         |
| 2005 | Drill Dozer                                    | Thiết kế trò chơi, thêm âm thanh                                           |
| 2006 | Pokemon Ranger                                 | Cố vấn thiết kế                                                            |
| 2006 | Pokémon Diamond và Pearl                       | Thiết kế chính, viết kịch bản, thiết kế bản đồ                             |
| 2008 | Pokemon Platinum                               | Thiết kế trò chơi, viết kịch bản, thiết kế bản đồ                          |
| 2009 | Pokémon HeartGold và SoulSilver                | Thiết kế trò chơi                                                          |
| 2010 | Pokémon Black và White                         | Nhà thiết kế trò chơi chính trong các yếu tố đặc biệt, nhà thiết kế bản đồ |
| 2012 | HarmoKnight                                    | Thiết kế trò chơi                                                          |
| 2013 | Pokémon X và Y                                 | Giám đốc kế hoạch, phối hợp thiết kế pokemon                               |
| 2014 | Pokémon Omega Ruby và Alpha Sapphire           | Đạo diễn, khái niệm, cốt truyện                                            |
| 2016 | Pokémon Sun và Moon                            | Đạo diễn, giám đốc kế hoạch                                                |
| 2017 | Pokémon Ultra Sun và Ultra Moon                | Nhà sản xuất                                                               |
| 2018 | Pokemon Quest                                  | Giám sát                                                                   |
| 2018 | Pokémon Let's Go, Pikachu! và Let's Go, Eevee! | Nhà sản xuất                                                               |
| 2019 | Pokémon Sword và Shield                        | Đạo diễn, khái niệm                                                        |
| 2022 | Pokemon Legends: Arceus                        | Nhà sản xuất                                                               |
| 2022 | Pokémon Scarlet và Violet                      | Đạo diễn, khái niệm                                                        |